# مركز تصنيع محركات جاكوار لاند روفر
مركز تصنيع محركات جاكوار لاند روفر، يقع في ضواحي ولفرهامبتون وجنوب ستافوردشاير في إنجلترا. تم بناؤه بشكل استراتيجي بجوار الطريق السريع M54 في مجمع الأعمال i54 . وتم افتتاحه في عام 2014 من قبل الملكة إليزابيث الثانية، وينتج حاليًا محركات البنزين والديزل إنجينيوم.
بعد أن تم توسعته، أُعلن في عام 2015 أن شركة جاكوار لاند روفر ستنفق بما مقداره 450 مليون جنيه إسترليني على مضاعفة حجم المصنع. وبمجرد الانتهاء من المشروع، سيزداد عدد القوى العاملة في المصنع من 700 إلى 1400 شخص.

## الألواح الشمسية
تم تجهيز مصنع تجميع المحركات بأكثر من 21000 لوحة كهروضوئية تنتج ما يقارب 5.8 ميجاوات من الطاقة، وتمثل أكثر من 30٪ من احتياجات الطاقة للمحطة. وتنتج الألواح طاقة كافية لتزويد أكثر من 1600 منزل بالطاقة الكافية وتقليل البصمة الكربونية للمحطة بأكثر من 2400 طن سنويا.